# Analetia travancorica
Analetia travancorica là một loài bướm đêm trong họ Noctuidae.